# Nicolás Eduardo Becerra
Nicolás Eduardo Becerra (Mendoza, 25 de enero de 1943-Mendoza, 9 de abril de 2023) fue un abogado argentino, designado procurador general de la Nación de Argentina el 23 de abril de 1997, permaneciendo en el cargo hasta su renuncia el 5 de febrero de 2004.

## Actividad profesional
Se desempeñó como diputado nacional por el Partido Justicialista por la provincia de Mendoza entre el 24 de abril de 1991 y el 9 de diciembre de 1995, como defensor general de la Nación, secretario de la jefatura de Gabinete —cuando el titular era Eduardo Bauzá— y fue procurador general de la Nación entre el 23 de abril de 1997 y el 5 de febrero de 2004. En este último cargo emitió dictámenes de trascendencia, como cuando se pronunció por la invalidez de las leyes de Obediencia Debida y Punto Final, por la imprescriptibilidad de delitos como el robo de bebés de desaparecidos y a favor de ahorristas afectados por el "corralito".
Fue nombrado árbitro titular en el Tribunal arbitral del Mercosur por los períodos CMC/DEC Nº18/06 fueron renovados para el período del 13-8-2000 al 13-8-2004 y del 13/08/2004 al 13/08/2008.
En junio de 2001 Juan Gasparini y Rodrigo de Castro en la página 137 de la segunda edición de La delgada línea blanca, publicado en Argentina por Ediciones B, afirmaron que Nicolás Becerra tenía una cuenta bancaria no declarada en el banco Credit Suisse» de Zúrich dando lugar a una investigación que finalizó cuando el juez federal Juan José Galeano rechazó el pedido de investigar esa cuenta solicitando el levantamiento del secreto bancario a Suiza, como le pidieran los fiscales federales; en el mismo libro vincularon a Becerra con distintos hechos delictuosos. El exprocurador inició una demanda contra Gasparini que luego fue desistida.